# Lenny Popkin

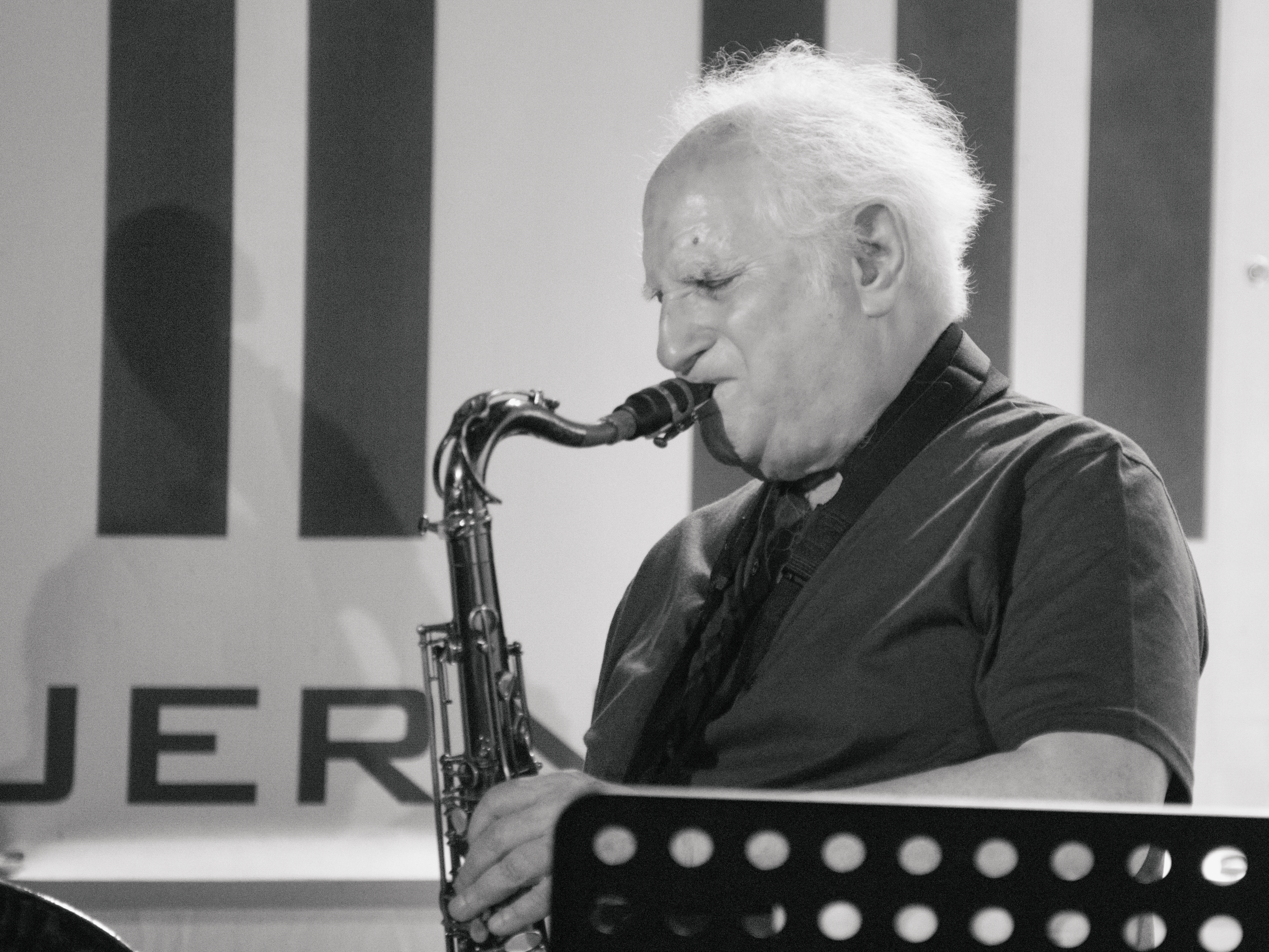
Lenny Popkin auf dem INNtöne Jazzfestival 2024

Leonard „Lenny“ Popkin (* 30. Mai 1941 in New York City) ist ein amerikanischer Jazzmusiker (Tenorsaxophon, Komposition).
Popkin, dessen Interesse am Jazz durch Aufnahmen von Louis Armstrong und Earl Bostic geweckt wurde, besuchte 1959 die Lenox Summer School. Ab Anfang der 1960er Jahre war er Schüler von zunächst Warne Marsh, dann Lee Konitz und insbesondere Lennie Tristano (The Duo Sessions). 1981 entstand sein Debütalbum, Falling Free. Dann arbeitete er im Trio mit der Pianistin Liz Gorrill und Eddie Gomez, mit denen er das Album True Fun veröffentlichte. Seit 1988 leitete er gemeinsam mit Connie Crothers ein Quartett, das bis Mitte der 1990er Jahre mehrere Alben herausbrachte. Er lebt seit 2005 mit seiner Frau, der Schlagzeugerin Carol Tristano, in Paris und führt mit seinem Trio, das sich aus seiner Frau und dem Bassisten Gilles Naturel zusammensetzt, die Traditionslinie der Tristano-Schule weiter. Popkin hat auch mit Philippe Soirat, Jean-Philippe Viret, Alain Jean-Marie und Dominique Cravic gespielt und ist zudem auf Alben von Gilles Naturel und dessen Contrapuntic Jazz Band Act zu hören. Seine Kompositionen interpretierten auch Stéphan Oliva/François Raulin und Anthony Braxton.